# Замок Бухлов
Замок Бухлов (чеськ. Hrad Buchlov) — королівський замок, що стоїть на одному з найвищих пагорбів Хршибів на висоті 510 метрів біля маленького містечка Бухловице в південній Моравії, Чехія.

## Історія

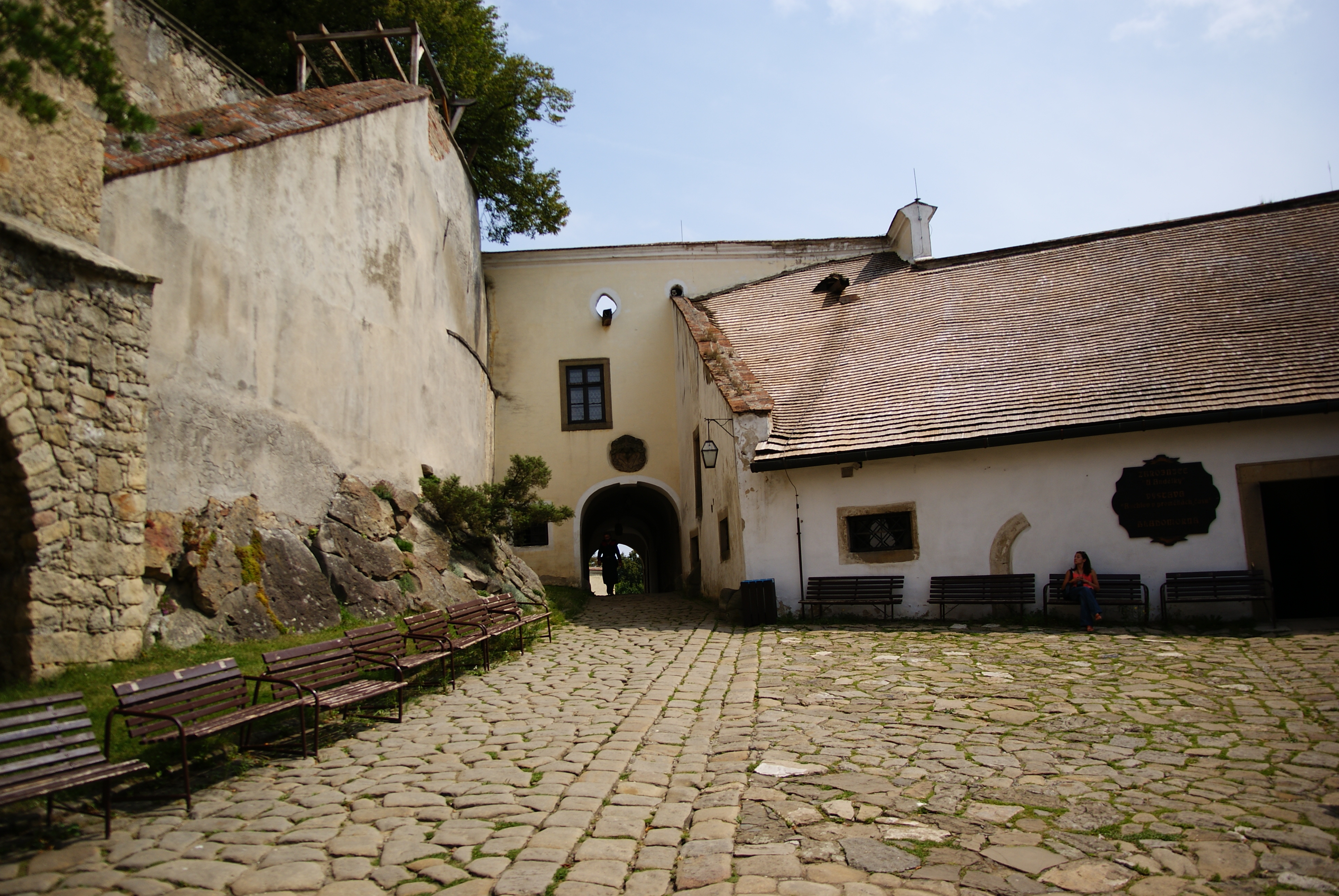
Замок Бухлов — внутрішній двір

Бухловський замок був заснований на початку XIII століття, як королівський замок, який сторожував перевал в Хршибах від угорського нападу. Перша письмова згадка про замок датується 1300 роком. Спочатку він почав будуватися в романському стилі.
Про виникнення замку не існує взагалі ніяких документів, що дещо незвично для чеських королівських замків. 
До XVI століття король «позичав» замок різним дворянським сім'ям, які служили йому. Кожен власник поступово розширював замок. В 1280-х з'явилася замкова капела, яка була копією паризької Сент-Шапель. У XV столітті замок стає одним з осередків боротьби з гуситами.
У другій половині XVI століття замок перебудували в ренесансному стилі, а навколо нього звели нові укріплення.  
У 1511 році замок переходить в приватне володіння, його придбали шляхтичі з Босковице.  У 1518 році власниками стають впливові Жеротини. Останніми власниками стали меценати та поціновувачі мистецтва — Берхтольди, які володіли замком з 1800 року до 1945 року, коли  замок було націоналізовано комуністичною владою Чехословаччини. Брати доктор Леопольд Берхтольд (1759-1809) та доктор Бедржих Берхтольд (1781-1876), видатні вчені й гуманісти свого часу, зібрали в замку Бухлов багато цікавих історичних та природничих колекцій, деякі з яких виставляються в музеї замку дотепер. У 1848 році Берхтольди створили у замку музей, який був відкритим для публічних відвідувань.
Нині замок належить державі.

## Галерея

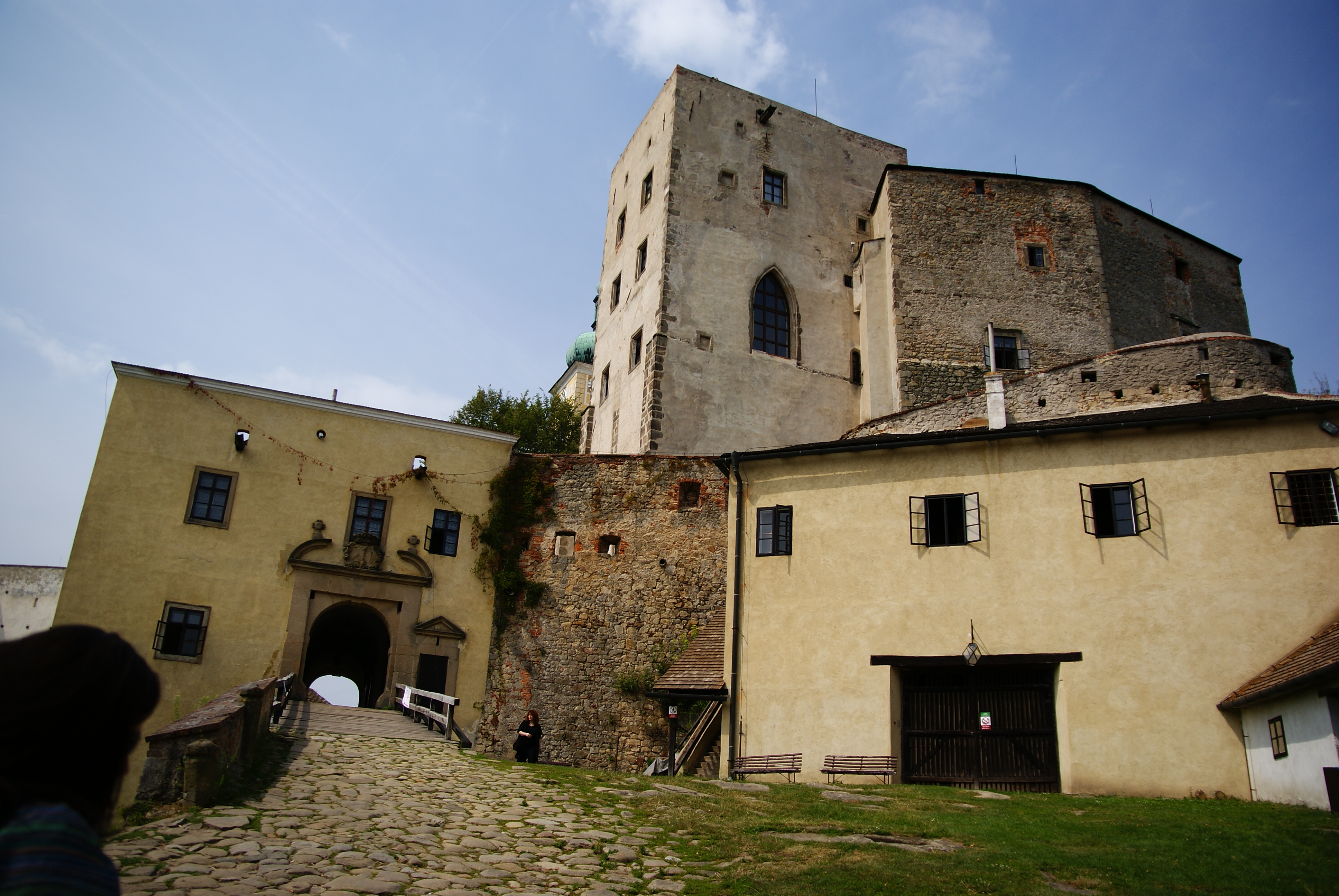
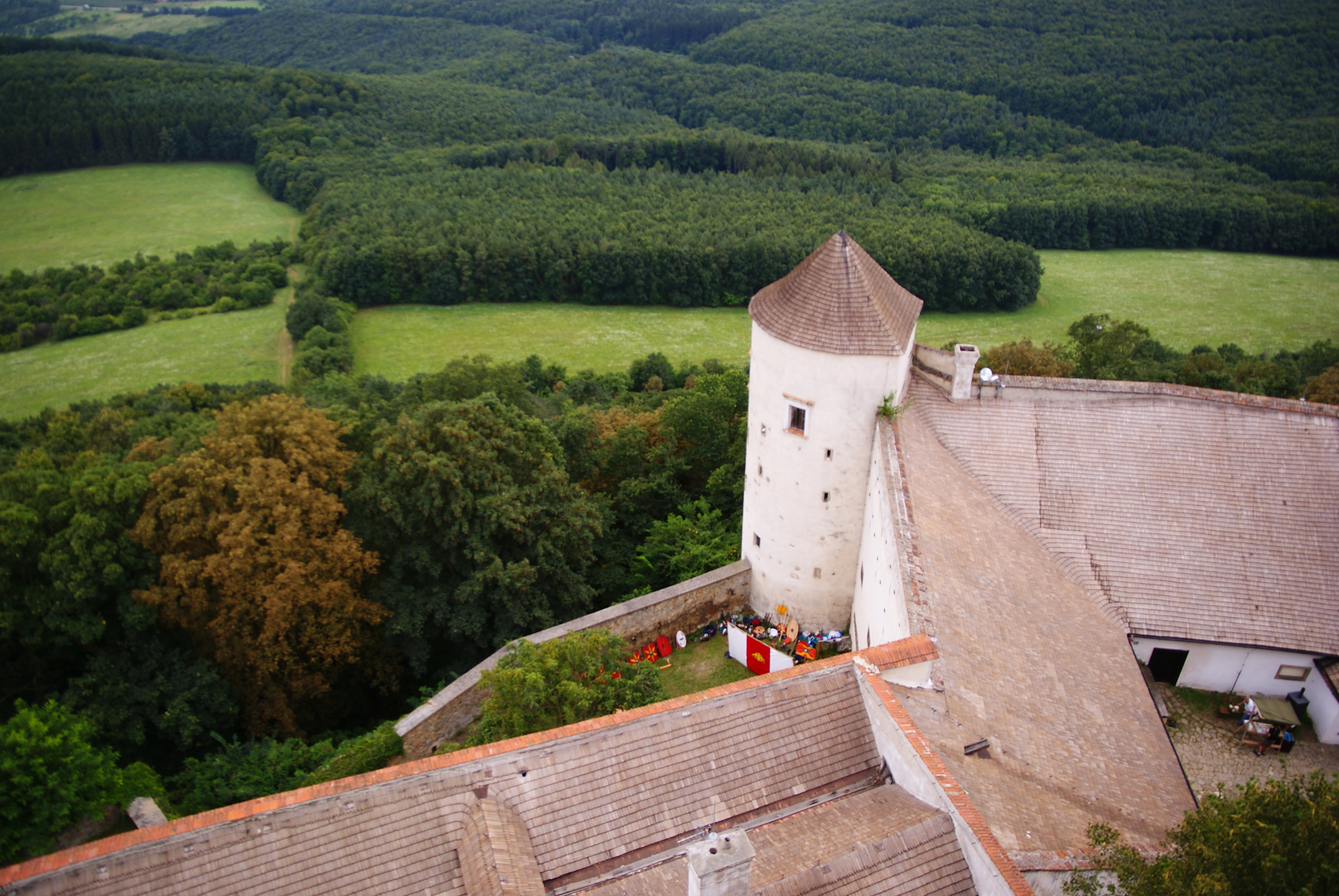
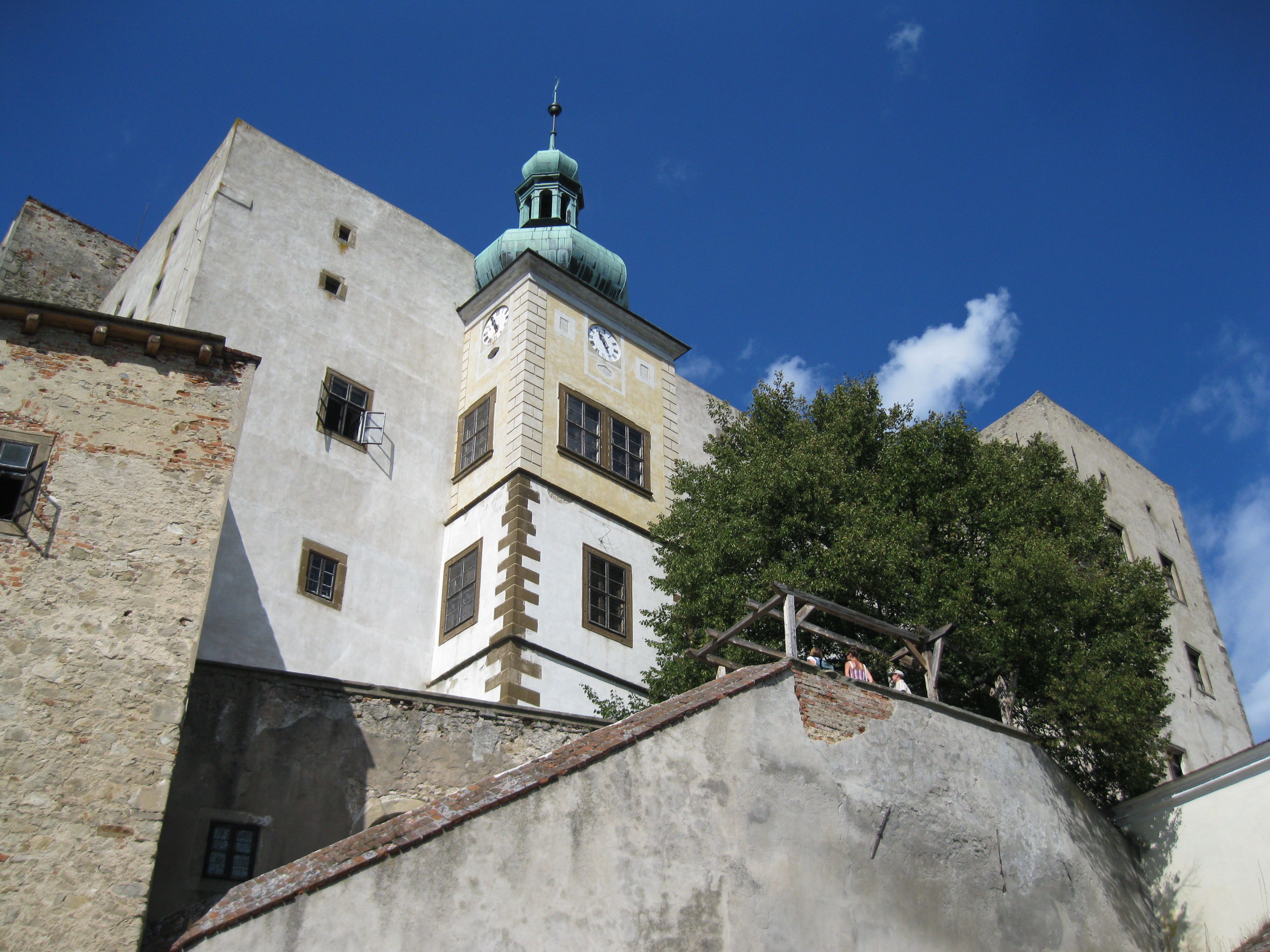
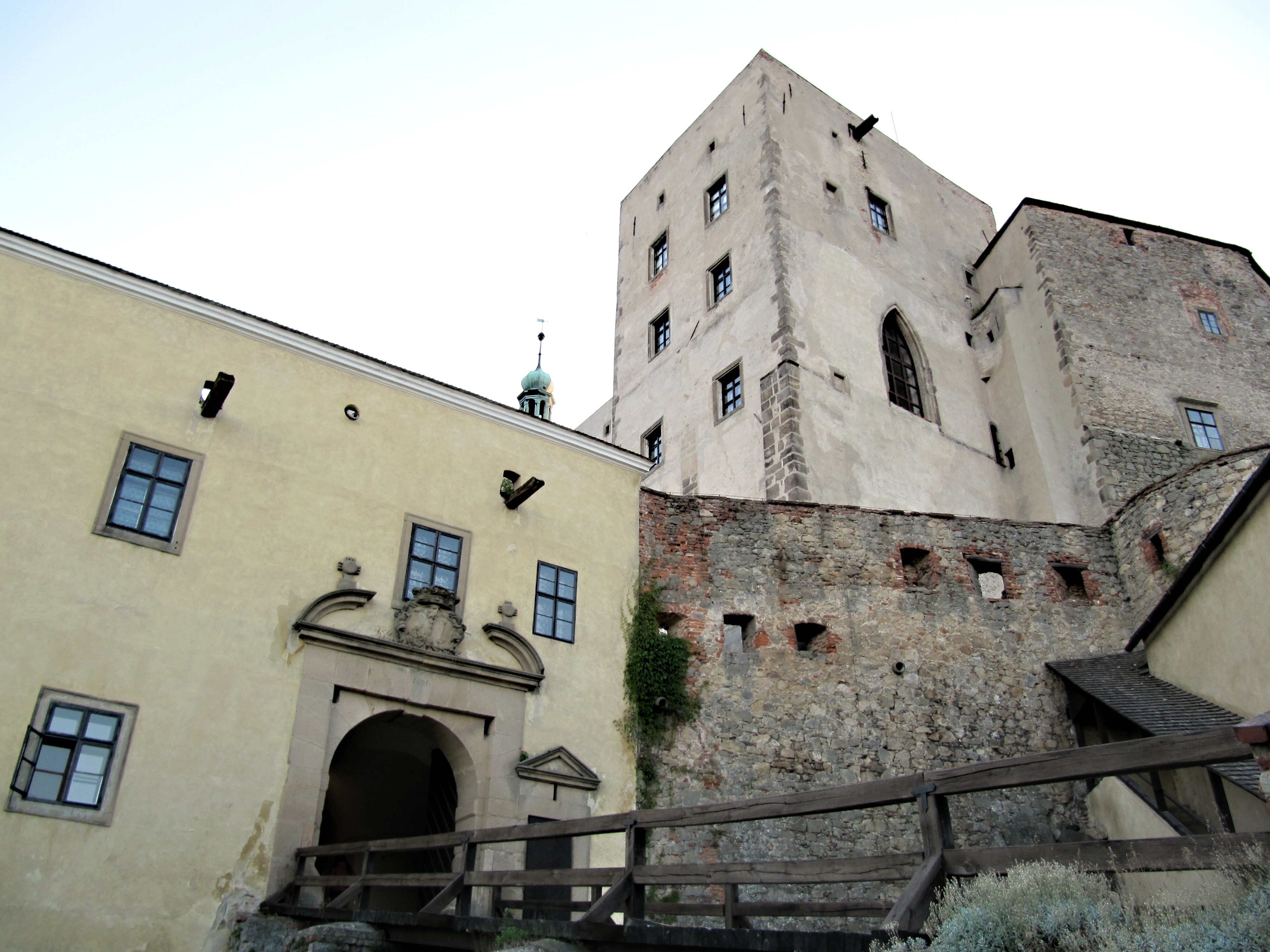
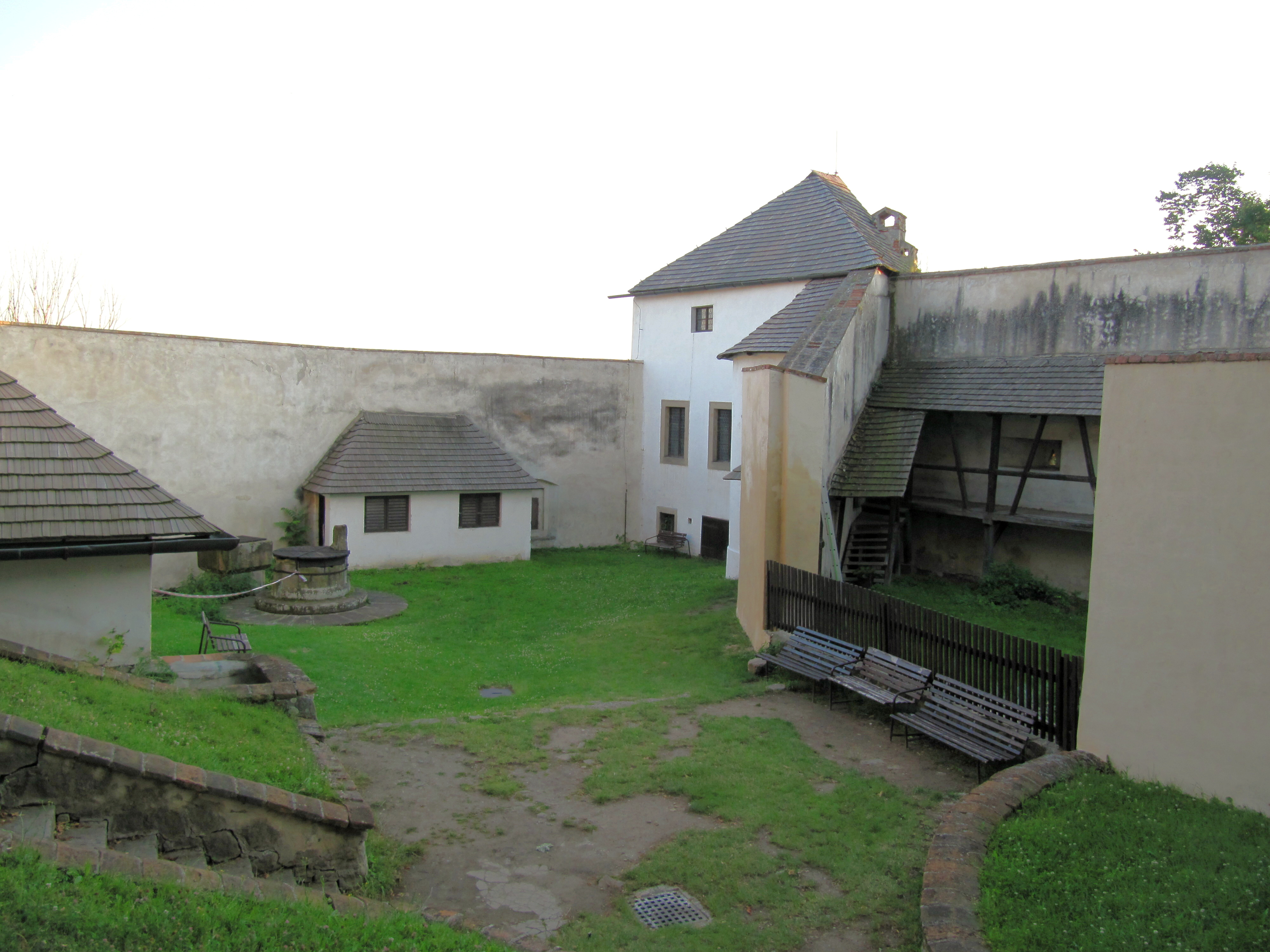
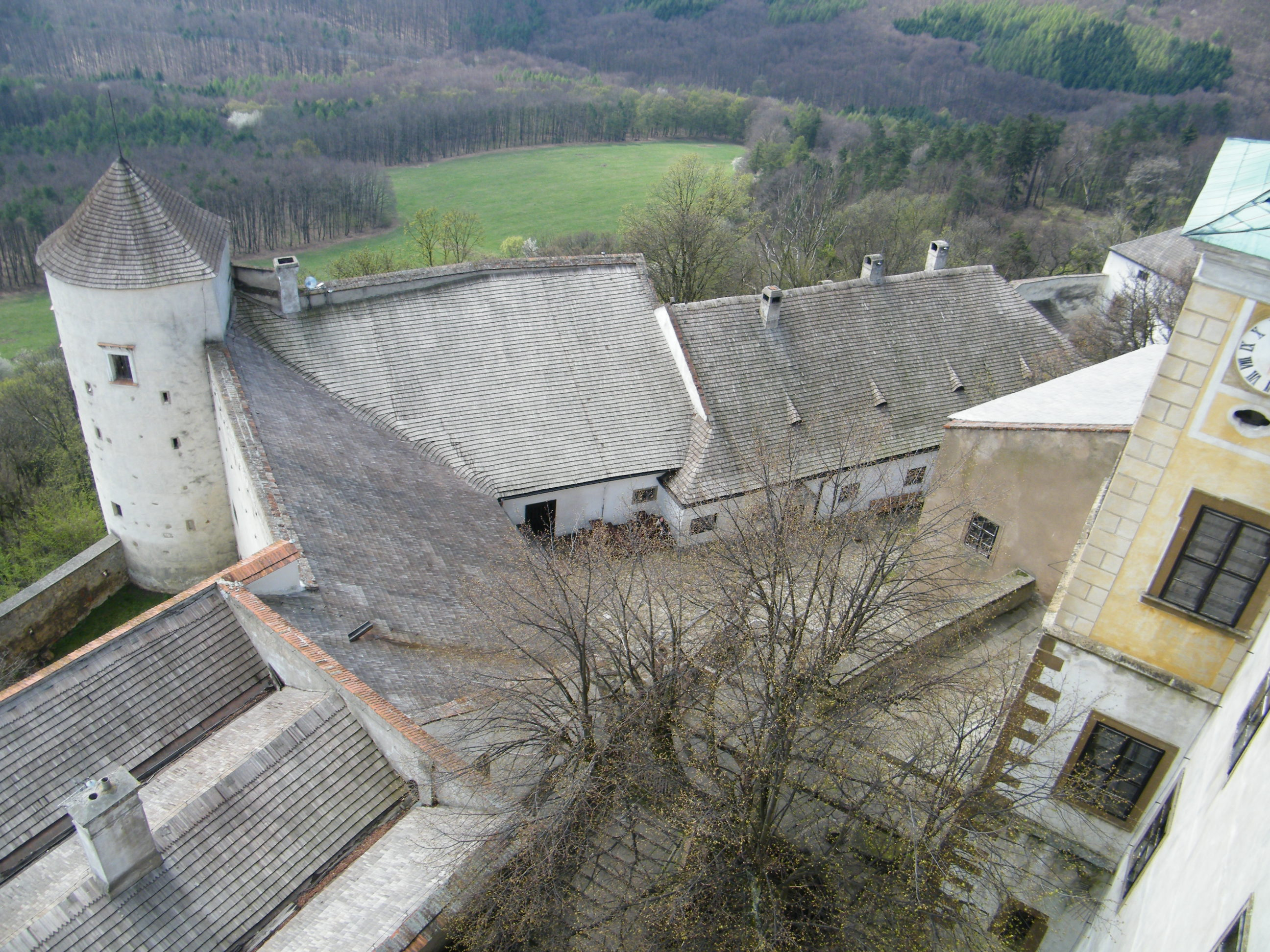